# Werksgasthaus der Gutehoffnungshütte

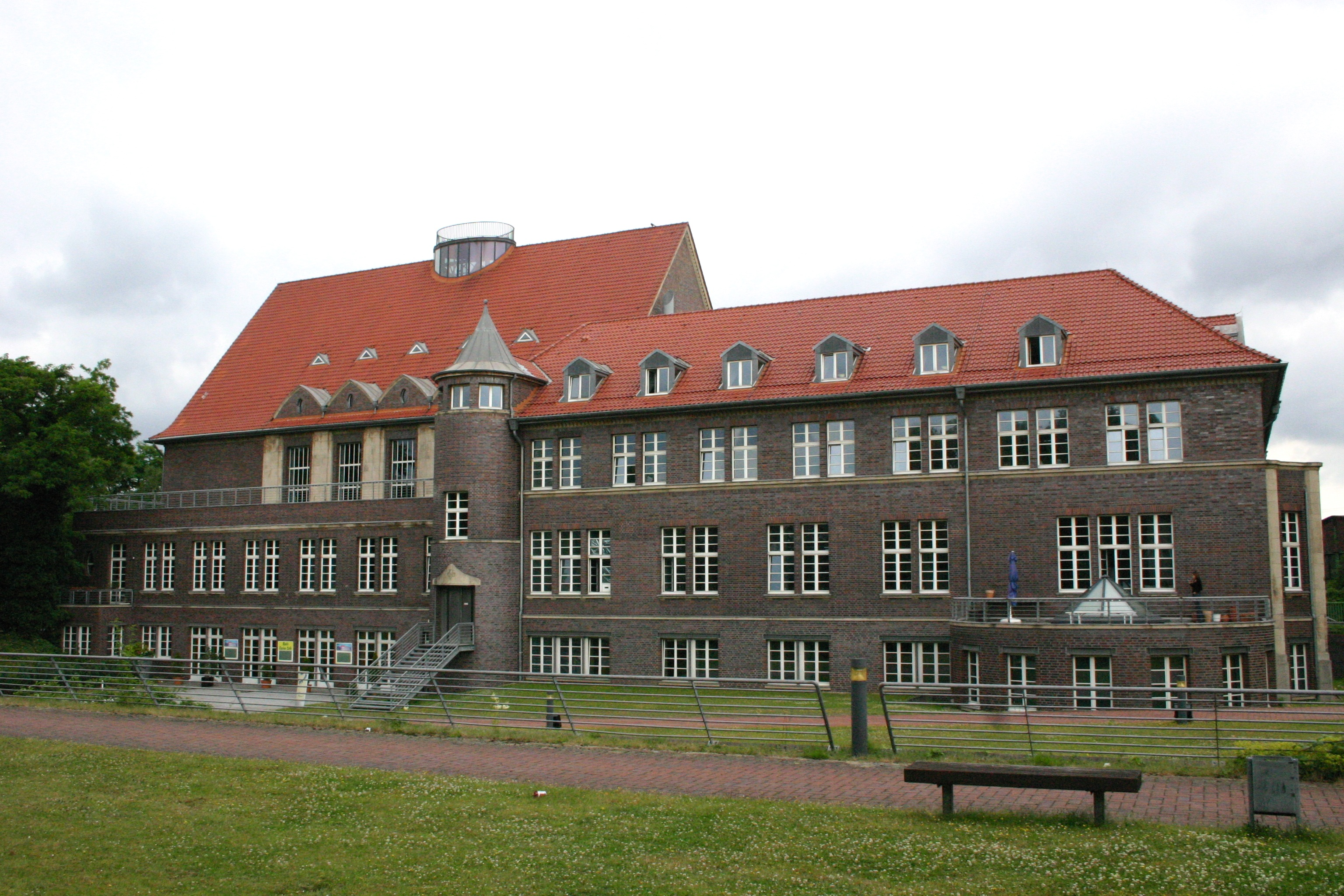
Rückansicht des Werksgasthauses, Juni 2008

Das ehemalige Werksgasthaus der Gutehoffnungshütte in Oberhausen wurde 1913 nach einem Entwurf des Architekten Carl Weigle erbaut. Heute ist es Bestandteil des Technologiezentrums Umweltschutz (TZU).
Das Werksgasthaus gehört zu den architektonisch bemerkenswerten Gebäuden, die die Gutehoffnungshütte (GHH) in den ersten Jahrzehnten des 20. Jahrhunderts errichten ließ, um ihre Konzernzentrale an der Essener Straße in Oberhausen  aufzuwerten. Während die Errichtung des Hauptlagerhauses und des dritten Verwaltungsgebäudes durch den Ersten Weltkrieg verzögert wurde, konnte der Entwurf von Carl Weigle für das Werksgasthaus noch im Jahr 1913 realisiert werden. Das von einem Park umgebene, teilweise mit neoklassizistischen Stilmitteln nahezu als Gegenstück zum nahe gelegenen Schloss Oberhausen konzipierte Gebäude diente nicht nur der Bewirtung und Unterbringung von Firmengästen, sondern bot auch Besprechungsräume und einen großen Saal mit Bühne, der für Veranstaltungen verschiedener Art zur Verfügung stand.
Zudem befand sich im Kellergeschoss ein großer Weinkeller mit Verkostungsecke und eine Kegelbahn.
Das im Zweiten Weltkrieg beschädigte Werksgasthaus wurde zwar wiederhergestellt, büßte aber durch die Zerschlagung des GHH-Konzerns und den allmählichen Rückzug der Stahlindustrie aus Oberhausen zunehmend an Bedeutung ein. In seiner stärksten Nutzungszeit wurde das Gebäude in drei Funktionsbereichen für Mittagessen von bis zu 4000 Personen genutzt. Neben dem Hauptsaal existierten ein Gästecasino für ca. 100 Personen und ein kleines Direktorencasino, beide mit Kellnerservice.

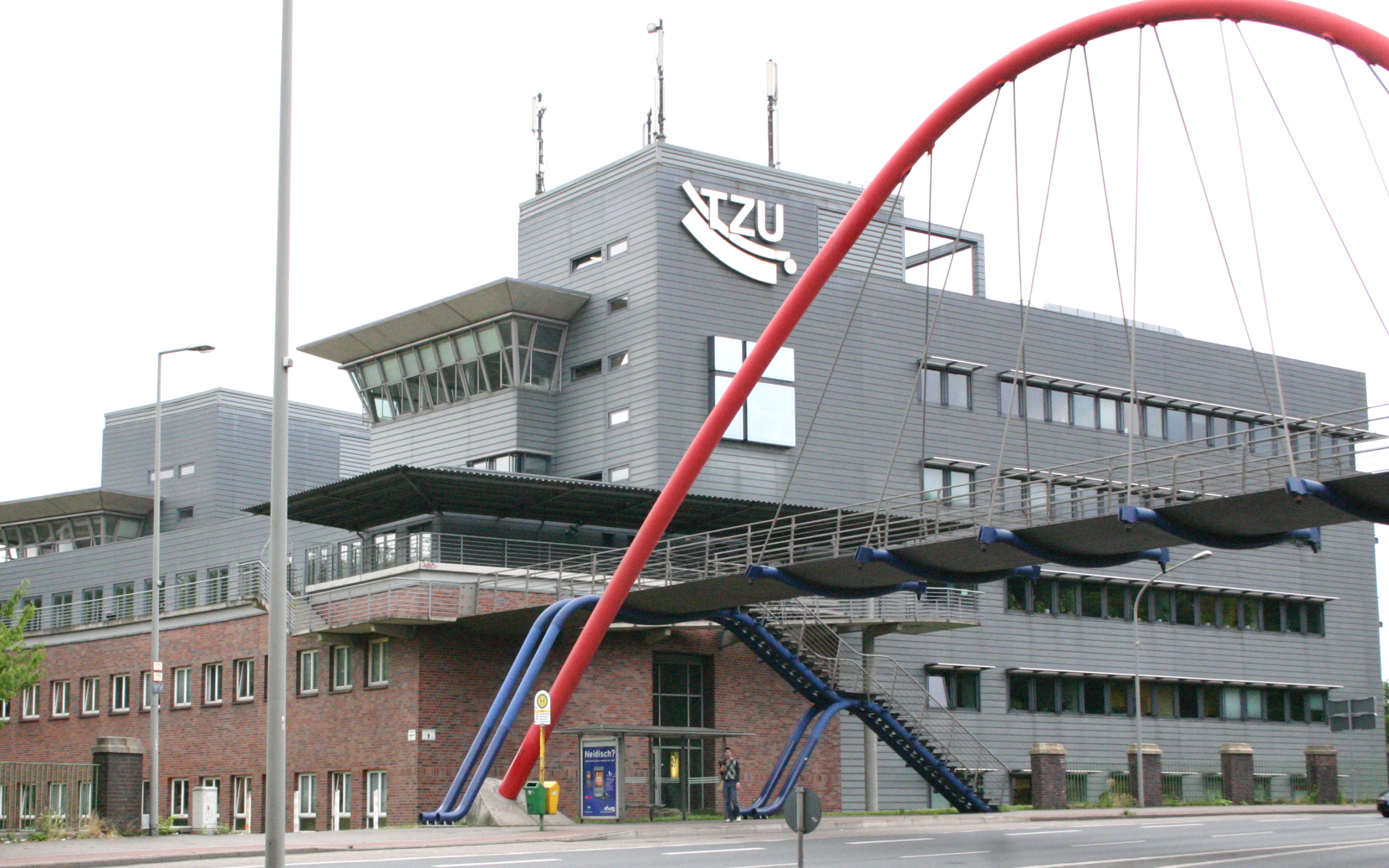
Neubau TZU IV

Im Jahr 1987 wurde das Gebäude unter Denkmalschutz gestellt. Im Zusammenhang mit der Entwicklung der Neuen Mitte und den Vorbereitungen zur Internationalen Bau-Ausstellung Emscherpark (IBA) wurde das Konzept eines Technologiezentrums Umweltschutz entwickelt, in das das bestehende Gebäude integriert werden sollte. 1991 wurde ein internationaler Architektenwettbewerb durchgeführt, bei dem die Pläne des französischen Teams Reichen et Robert (Paris) den Zuschlag bekamen.
Das bestehende Werksgasthaus wurde renoviert und beinhaltet nun als TZU I einerseits ca. 2.800 m² Bürofläche und zusätzlich ein Tagungs- und Kongresszentrum mit einer Gesamtfläche von 1.200 m².  Ergänzt wurde es durch das neue Gebäude TZU II, das als bogenförmiger zweigeschossiger Baukörper im Hintergrund platziert wurde und rund 3.800 m² Bürofläche bietet.
Im Jahr 1997 wurde der Erweiterungsbau TZU IV eröffnet, während als TZU III das Fraunhofer-Institut für Umwelt-, Sicherheits- und Energietechnik bezeichnet wird, das sich rund 2 km weiter östlich befindet.
Das Werksgasthaus ist ein Haltepunkt der Route der Industriekultur.